# Vatican News
Vatican News — официальный новостной портал Святого Престола, служащий источником информации о деятельности, заявлениях и событиях, связанных с мировой Католической Церковью и деятельностью Святого Престола. Являясь частью Дикастерии по делам коммуникаций, он играет центральную роль в распространении мультимедийного контента, который важен для последователей Католической церкви, а также для более широкой общественности, интересующейся делами Ватикана. Он объединяет Радио Ватикана, L’Osservatore Romano и Vatican Media.
Дикастерия коммуникаций, который курирует Vatican News, отвечает за надзор над различными каналами связи в Святом Престоле. К этим каналам относятся Радио Ватикана, L’Osservatore Romano (ежедневная газета Ватикана) и Vatican Media, которые все вместе вносят вклад в комплексное мультимедийное освещение деятельности Ватикана. Портал базируется на Радио Ватикана по адресу Пьяцца Пиа, д. 3, Ватикан. 

## История

### Предыстория
Сайт под названием News.va был запущен 27 июня 2011 г. В то время его часто называли The Vatican Today. News.va запустил приложение The Pope в январе 2013 года.

### ОснованиеVatican News
27 июня 2015 года Папа Франциск апостольским посланием motu proprio («по собственной инициативе») учредил Секретариат по коммуникациям в Римской курии с целью объединения и оптимизации коммуникаций Ватикана. Ожидалось, что в конечном итоге в него войдут сайт News.va и Папский совет. На сайте Vatican News эта дата указана как начало публикации.